# Josué
Josué Anunciado de Oliveira (* 19. Juli 1979 in Vitória de Santo Antão), kurz Josué, ist ein ehemaliger brasilianischer Fußballspieler.

## Karriere

### Verein
Der defensive Mittelfeldspieler stammt aus der Jugendabteilung von CA do Porto, von dem er 1996 mit siebzehn Jahren zu Goiás EC wechselte. Bis Jahresende 2004 blieb er bei Goiás, ehe er im Januar 2005 einen Vertrag beim FC São Paulo unterschrieb. Mit São Paulo gewann Josué die Club-Weltmeisterschaft, die Copa Libertadores und die brasilianische Meisterschaft. 
Ab August 2007 stand Josué in Deutschland beim VfL Wolfsburg unter Vertrag. Sein Debüt gab er am 26. August 2007, dem 3. Spieltag, gegen den FC Schalke 04. Im Spiel, das 1:1 endete, sah er die Gelb-Rote Karte. Er absolvierte im ersten Jahr dreißig Liga- und vier DFB-Pokal-Einsätze. In der Folgezeit entwickelte er sich zu einer Verstärkung und wurde 2008/09 Mannschaftskapitän als Nachfolger seines abgewanderten Landsmanns Marcelinho. In seinem ersten Jahr als Mannschaftsführer gewann er mit dem Team zum ersten Mal in der Vereinsgeschichte die deutsche Meisterschaft.
Auch im Jahr darauf war er fester Bestandteil des Teams, auch wenn er die Kapitänsbinde an Edin Džeko wegen dessen besserer Englischkenntnisse abgab. In der Saison 2010/11 rutschte der VfL Wolfsburg jedoch in den Tabellenkeller ab. Es folgte ein Trainerwechsel und die erste Maßnahme des neuen Trainers Pierre Littbarski war es, Josué aus der Mannschaft zu nehmen. Als sich der Erfolg nicht einstellen wollte, kehrte er unter dem dritten Trainer der Saison, Felix Magath, unter dem er schon in der Meistersaison gespielt hatte, wieder in das Team zurück und half in den verbleibenden Spielen, den Klassenerhalt zu sichern.
Ende März lösten Josué und der VfL Wolfsburg seinen Vertrag einvernehmlich auf. Er wechselte anschließend zurück nach Brasilien zu Atlético Mineiro. Dort stand er bis zum Ende des Jahres 2015 unter Vertrag, wo er seine Karriere beendete.

### Nationalmannschaft
Josué ist Nationalspieler Brasiliens. Sein Debüt gab der Mittelfeldspieler am 27. März 2007 im Freundschaftsspiel gegen die Auswahl Ghanas. Damals wurde er zur Halbzeitpause für Gilberto Silva eingewechselt. Seitdem wird er regelmäßig in den Kader der Brasilianer berufen. Mit dem Team gewann er die Copa América 2007. Im Mai 2010 berief ihn Nationaltrainer Carlos Dunga zusammen mit seinem Wolfsburger Teamkameraden Grafite in das Aufgebot für die Weltmeisterschaft in Südafrika. Dort kam er im letzten Vorrundenspiel am 25. Juni gegen Portugal zum Einsatz. Beim 0:0-Unentschieden wurde der Mittelfeldspieler kurz vor der Halbzeit für Felipe Melo eingewechselt.

## Erfolge
Nationalmannschaft
- Copa América: 2007
- FIFA-Konföderationen-Pokalsieger: 2009

Goiás EC
- Staatsmeisterschaft von Goiás: 1997, 1998, 1999, 2000, 2002, 2003
- Brasilianischer Série-B-Meister: 1999
- Copa Centro-Oeste: 2000, 2001, 2002

FC São Paulo
- FIFA-Klub-Weltmeister: 2005
- Copa Libertadores: 2005
- Brasilianischer Meister: 2006, 2007

VfL Wolfsburg
- Deutscher Fußballmeister: 2009

Atlético Mineiro
- Staatsmeisterschaft von Minas Gerais: 2013, 2015
- Copa Libertadores: 2013
- Recopa Sudamericana: 2014
- Copa do Brasil: 2014